# فين ألين
فين ألين (22 أبريل 1999 في نيوزيلندا - ) (بالإنجليزية: Finn Allen)‏ هو لاعب كريكت نيوزلندي. لعب مع فريق أوكلاند للكريكت ‏.

## وصلات خارجية
- فين ألين على موقع إي آس بي آن كريك إنفو (الإنجليزية)